# Суваймра
Суваймра (англ. Suwaymrah, араб. السويمرة) — поселення в Сирії, що складає невеличку друзьку общину в нохії Шахба, яка входить до складу однойменної мінтаки Шахба в південній сирійській мухафазі Ас-Сувейда.